# اچ‌ام‌اس سی۳
اچ‌ام‌اس سی۳ (به انگلیسی: HMS C3) یک زیردریایی بود که طول آن ۱۴۳ فوت ۲ اینچ (۴۳٫۶۴ متر) بود. این زیردریایی در سال ۱۹۰۶ ساخته شد.